# Джордж Вайтфільд
 Джордж Вайтфільд (англ. George Whitefield, нар.16 грудня 1714 р., Ґлостер, Англія — пом.30 вересня 1770 р., Ньюберіпорт, Массачусетс) — англійський проповідник, один із засновників (разом з Джоном Веслі) і лідерів протестантської церкви методистів. На відміну від Веслі дотримувався вчення кальвінізму про суверенність Бога у спасінні.
Народився в родині Томаса Вайтфілда й Елізабет Едвардс.
Закінчив Пембрук колледж в Оксфорді. 1738 року Вайтфільд вирушив до Північної Америки, щоб заснувати сирітський притулок в Джорджії.